# 佐賀市立春日小学校
佐賀市立春日小学校（さがしりつ かすがしょうがっこう）は佐賀県佐賀市大和町尼寺にある公立小学校。

## 概要
歴史
1875年（明治8年）創立の小学校2校（築山・久池井）が1883年（明治16年）に統合。現校名になったのは2005年（平成17年）。2025年（令和7年）には創立150周年を迎える。
校章
桜の花弁を背景にして、中央に校名の頭文字「春」の文字を配している。
校歌
1958年（昭和33年）制定。作詞は中島哀浪、作曲は陶山聡による。歌詞は4番まであり、各番の歌詞中に校名の「春日小学校」が登場する。
通学区域
佐賀市大和町のうち、「大字尼寺、大字八反原、大字久池井（1～408番地20・410番地1～6・527番地1～128・535番地1～552番地8・1586番地2・1597番地6～10・1839～1867番地・1879～1888番地・1894～1899番地2・1900番地3・1900番地4・1900番地6・1900番地7・1901番地1・1901番地2・1901番地4～8、1901番地10・1901番地11・1903番地1・1903番地2・1904～1915番地5・1938番地2）」。中学校区は佐賀市立大和中学校。

## 沿革
- 1875年（明治8年）2月 - 国分寺を借用して「築山小学校」が、春日八幡神社東側の民家を校舎として「久池井小学校」が創立。
- 1883年（明治16年）4月 - 上記2校（築山・久池井）を統合の上、「公立中等仁慈小学校」に改称。現在地に移転。
- 1886年（明治19年）- 小学校令施行により、尋常科（4年制）を設置の上、「尋常仁慈小学校」に改称。
- 1889年（明治22年）
  - 4月1日 - 町村制施行に伴い、佐賀郡2村（尼寺、久池井）が合併の上、春日村が成立。
  - 9月 - 校舎を増築。
- 1890年（明治23年）4月 - 川上・春日・高木瀬・金立・久保泉・松梅6ヶ村組合 高等春日小学校が創立。
- 1892年（明治25年）4月 - 「仁慈尋常小学校」に改称。
- 1901年（明治34年）1月 - 「春日尋常小学校」に改称。
- 1908年（明治41年）4月 - 改正小学校令により、尋常科（義務教育）が4年制から6年制に変更となり、尋常科5年を新設。
- 1909年（明治42年）4月 - 尋常科6年を新設。
- 1913年（大正2年）4月 - 組合立春日高等小学校の閉校により、高等科（4年制）を設置の上、「春日尋常高等小学校」に改称。
- 1918年（大正7年）9月 - 春日農業補習学校が併置される。
- 1926年（大正15年）7月 - 農業補習学校が青年訓練所充当となる。
- 1935年（昭和10年）6月 - 青年学校令施行により、実業補習学校が「春日実業青年学校」に改称。
- 1941年（昭和16年）4月 - 国民学校令施行により、「春日村国民学校」に改称。尋常科を初等科に改める。
- 1947年（昭和22年）4月1日 - 学制改革が行われる。
  - 春日村国民学校の初等科は、新制小学校「春日村立春日小学校」に改組・改称。
  - 春日村国民学校の高等科は、青年学校普通科とともに、新制中学校「春日村村立春日中学校」に改組・改称。小学校に併設される。
- 1948年（昭和23年）3月31日 - 青年学校が廃止される。
- 1955年（昭和30年）
  - 4月16日 佐賀郡3村（春日・川上・松梅）が合併し、大和村が発足。これにより「大和村立春日小学校」に改称。
  - 4月 - 春日園に特殊学級を設置。
- 1966年（昭和31年）2月 - 雨天体操場兼講堂が完成。
- 1958年（昭和33年）
  - 3月31日 - 大和村立大和中学校への統合により、大和村立春日中学校が閉校。ただし、中学統合校舎完成までの間は、「春日校舎（東校舎）」として存続。
  - 12月 - 校歌を制定。
- 1959年（昭和34年）
  - 1月1日 - 町制施行により、「大和町立春日小学校」に改称。
  - この年 - 中学校統合校舎が完成し、「春日校舎」は廃止の上、小学校に移管される。
- 1962年（昭和37年）
  - 2月 - 学校給食を開始。
  - 4月 - 校内に特殊学級（1学級）を開設。
- 1964年（昭和39年）2月 - 木造の第2棟東校舎（4教室）が完成。
- 1966年（昭和41年）9月 - プールが完成。
- 1968年（昭和43年）
  - 3月 - 鉄筋コンクリート3階建て校舎 (18教室)が完成。
  - 9月 - 第1棟東西校舎を解体し、運動場を拡張。
- 1977年（昭和52年）
  - 5月 - 鉄筋コンクリート造3階建ての北校舎が完成。
  - 8月 - 東西の木造校舎を解体。
- 1979年（昭和54年）3月 - 春日園内の特殊学級を廃止。
- 1982年（昭和57年）2月 - 6教室を増築。
- 1983年（昭和53年）3月 - 講堂を解体し、体育館が完成。
- 1996年（平成8年）4月1日 - 大和町立春日北小学校を分離・新設。
- 1997年（平成9年）10月 - 中校舎の大規模改修が完了。
- 1999年（平成11年）
  - 1月 - 木造西校舎を解体。
  - 3月 - 西校門を新設。
- 2005年（平成17年）10月1日 - 合併により、「佐賀市立春日小学校」（現校名）に改称。
- 2020年（令和2年）8月 - 北校舎の大規模改修が完了。
- 2021年（令和3年）6月 - 南校舎の大規模改修が完了。

## 交通
最寄りの鉄道駅
- JR九州 長崎本線 「佐賀駅」・「伊賀屋駅」

最寄りの幹線道路
- 国道263号 「尼寺上町」交差点
- 長崎自動車道 「佐賀大和IC」

## 周辺
- 春日保育園
- 佐賀市北部児童センター
- 長谷寺
- 築山児童公園・築山古墳
- 肥前国分尼寺跡
- 春日郵便局
- 佐賀銀行大和町支店
- 佐賀共栄銀行大和支店

## 参考資料
- 「大和町史 (PDF) 」（1975年（昭和50年11月3日, 大和町）p.418～p.427 - 佐賀市ウェブサイト

## 関連事項
- 佐賀県小学校一覧